# Konstantin Dragaš

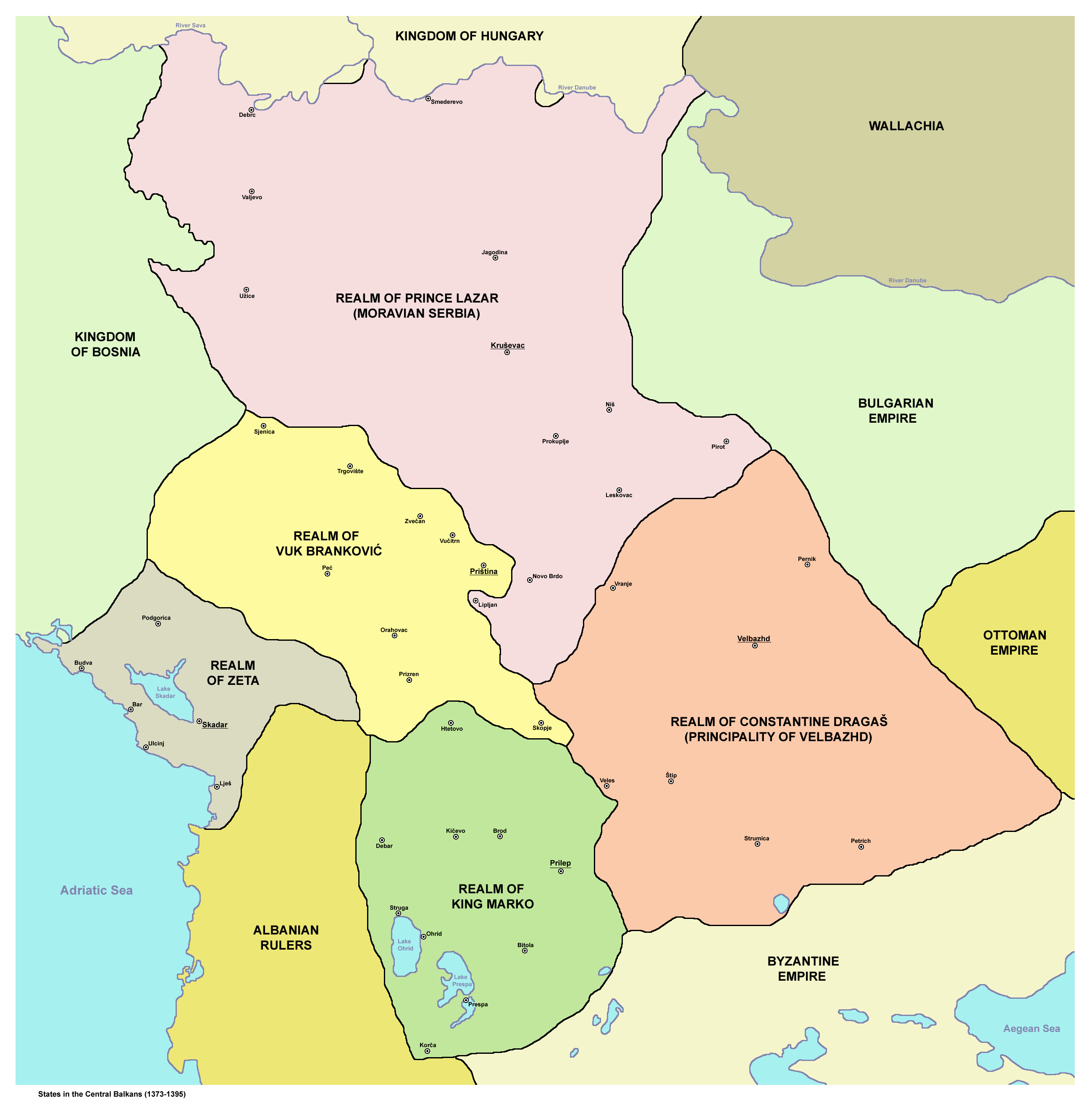
Herrschaftsbereich von Konstantin Dragaš im 14. Jh. (rot) sowie die benachbarten Reiche

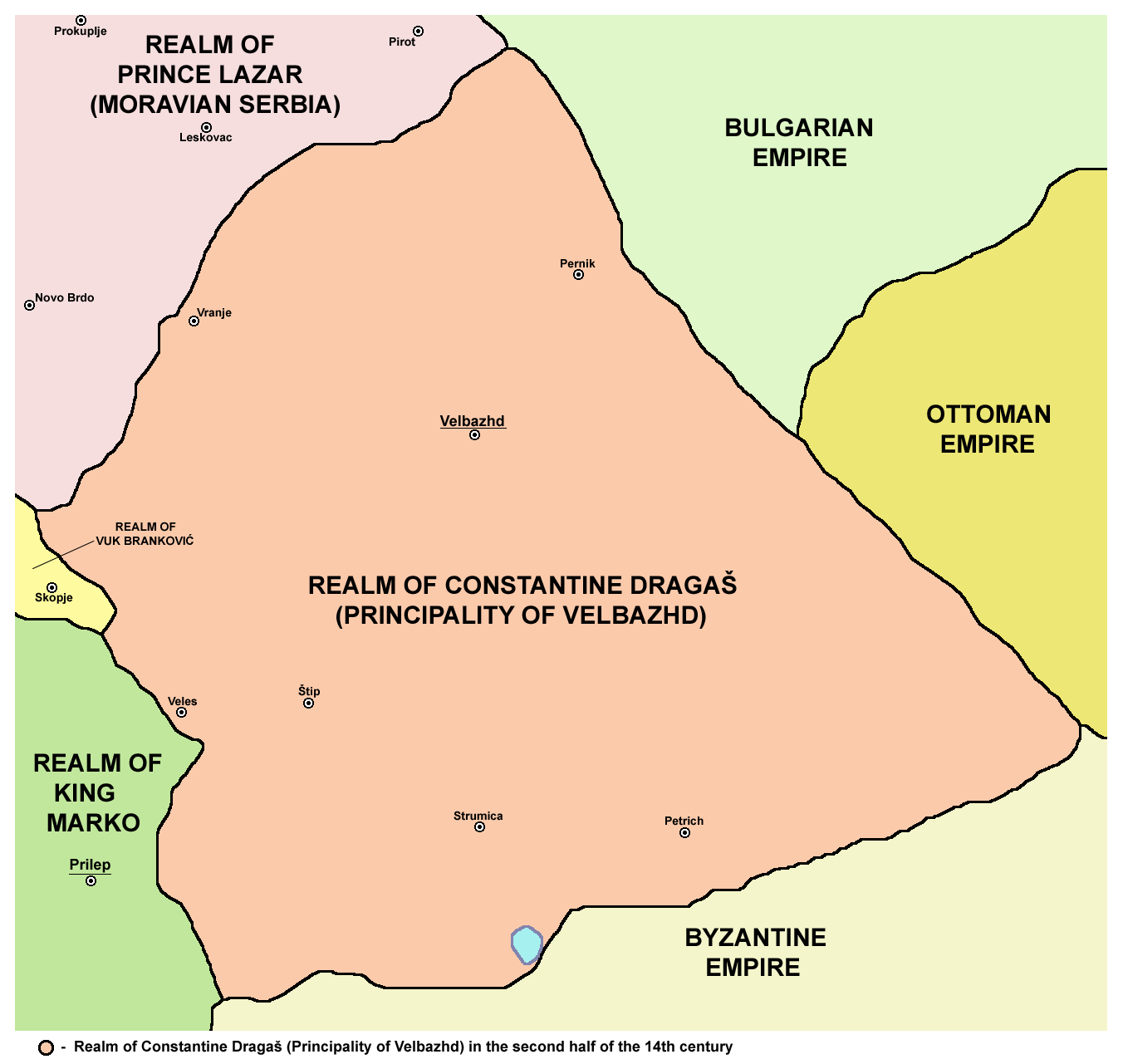
Fürstentum Welbaschd

Konstantin Dejan Dragaš bzw. Constantine Dragaš Dejanović, auch Konstantin Dejan Dragasch, (bulgarisch Константин Деян Драгаш, serbisch-kyrillisch Константин Дејан Драгаш, mittelgriechisch Κωνσταντίνος Δραγάσης Konstantínos Dragáses; † 17. Mai 1395) war ein regionaler Fürst (Despot) des Despotats von Welbaschd (heute Kjustendil) von 1355 bis zu seinem Tod in der Schlacht von Rovine.

## Leben
Konstantin Dragaš war der Sohn des serbischen Sebastokrators Dejan entweder aus seiner ersten Ehe mit der Boljarentochter Wladislawa oder mit Teodora Nemanjić (Eudokia), serbischen Prinzessin und eine Schwester des serbischen Zaren Stefan Dušan. Seine mütterlichen Großeltern waren der serbische König Stefan Dečanski und Theodora, Tochter des bulgarischen Zaren Smilez.
Zusammen mit seinem Bruder Jovan (Johannes), der um 1378/1379 starb, regierte Konstantin vor allem große Teile des heutigen Makedonien zwischen den Flusstälern von Vardar und Struma (Strymon). Konstantins Titel variieren nach verschiedenen Quellen. Möglicherweise hat er den Titel eines Despoten (despotēs) getragen, wohl aufgrund seiner schwiegerelterlichen Beziehung zum byzantinischen Kaiser Manuel II. Weiterhin erreichte er durch diese Beziehung zur kaiserlichen Familie noch vor seinem Tod 1395 die Bestätigung seiner Herrschaftsansprüche auf die Region um den Fluss Struma und der heutigen Stadt Pernik durch Konstantinopel.
Die Gebrüder Dragaš unterhielten die Klöster des Athos, darunter Hilandar, Pantaleimon und Vatopédi. Das Kloster Poganovo ist eine Stiftung Konstantins und beherbergte die Poganowo-Ikone, eine Schenkung seiner Tochter Helena Dragaš.
Nach der Schlacht an der Mariza 1371 wurden sie Vasallen des Osmanischen Reiches, konnten aber enge Beziehungen zu den christlichen Nachbarn halten. Auf Geheiß des osmanischen Sultans Bayezid I. nahm er zusammen mit seinem Nachbarn und Verbündeten, dem serbischen König von Prilep Marko Kraljević, am Feldzug gegen den walachischen Woiwoden Mircea cel Bătrân teil und wurde 1395 in der Schlacht bei Rovine getötet. Die Osmanen benannten seine Hauptstadt Welbaschd ihm zu Ehren in Küstendil (bulgarisch Kjustendil, deutsch: „Land des Konstantin“) um. Auch die Stadt Dragaš ist nach ihm benannt.

## Familie
Konstantin Dragaš war zweimal verheiratet. Der Name seiner ersten Frau ist unbekannt. Seine zweite Frau war Eudokia Megaskomnene, Tochter von Kaiser Alexios III. von Trapezunt. Mit seiner ersten Frau hatte Konstantin mindestens eine Tochter und möglicherweise einen Sohn, der um 1430 gegen die Osmanen rebellierte.
1. Helena Dragaš (Jelena Dragaš, Nonne Hypomone), heiratete den Byzantinischen Kaiser Manuel II. Unter ihren vielen Kindern sind die zwei letzten byzantinischen Kaiser, von denen Konstantin XI. den Namen seiner Mutter Dragaš (griechisch k, Dragasēs) zu seinem eigenen machte.

## Serbische Volksdichtung
Konstantin Dragaš taucht als Held in der Epischen Dichtung als Freund von Marko Kraljević auf.